# گرگ‌ومیش (فیلم ۱۹۴۴)
«شفق» (انگلیسی: Twilight (1944 film)) یک فیلم به کارگردانی مارک آلگره است که در سال ۱۹۴۴ منتشر شد. از بازیگران آن می‌توان به میشلین پرل و لوئی ژوردان اشاره کرد.